# Reachea Ramathuppdey
Reachea Ramathuppdey (mort en 1484)  prince  « Sri Raja », roi du Cambodge  de  1468 à 1477.   

## Biographie
Srey Reachea Ramathuppdey est le second fils du roi Ponhea Yat. Nommé prince héritier dès 1467, il succède à son frère aîné Noreay Ramathuppdey au détriment du fils de ce dernier le prince  Soriyotëi.
Dès son accession au trône Reachea Ramathuppdey doit faire face à la prétention de son neveu Soriyotëi II qui s’autoproclame roi à Srey Santhor et demande l’appui des Siamois qui envahissent l’ouest du pays.
Avant de se porter au-devant des ennemis, Reachea Ramathuppdey confie la régence à son demi-frère le futur roi Thommo Reachea. Ce dernier n’hésite pas à le trahir et il installe son pouvoir à Phnom-Penh. Thommo Reachea Ier s’empare des symboles de la royauté : l’épée sacrée et la lance du légendaire Chay Il se fait ensuite reconnaître roi par les Siamois qui envoient deux armées pour le soutenir.
Reachea Ramathuppdey découragé se rend pour éviter l’effusion de sang. Il est déporté au Siam où il meurt en 1484.

## Postérité
Pendant sa captivité au Siam le roi donne naissance :
- en 1482 au prince Ponhea Ong qui est adopté par le roi de Siam après la mort de son père. Les Siamois tenteront en vain de l’imposer comme roi du Cambodge contre son cousin Ang Chan Ier et il sera tué au cours d’un combat en 1534.

## Sources
- Achille Dauphin-Meunier, Histoire du Cambodge, Paris, Presses universitaires de France, coll. « Que sais-je ? n° 916 », 1968.
- Chroniques Royales du Cambodge de 1417 à 1595. École française d'Extrême Orient Paris 1988  (ISBN 2855395372)
- Bernard Philippe Groslier avec la collaboration de C.R. Boxer Angkor et le Cambodge au XVIe siècle d'après les sources portugaises et espagnoles, p.24-25 Tableau I et II « Succession de Ponhea Yat selon les Chronique traduites par Moura & Garnier » P.U.F (Paris) 1958;
- Anthony Stokvis, Manuel d'histoire, de généalogie et de chronologie de tous les États du globe, depuis les temps les plus reculés jusqu'à nos jours, préf. H. F. Wijnman, éditions Brill, Leyde 1888, réédition 1966, Volume 1 part 1 , chapitre XIV §.9 « Kambodge » Listes et  tableau généalogique n°34  p.337-338.
- (en) & (de) Peter Truhart, Regents of Nations, K.G Saur Münich, 1984-1988  (ISBN 359810491X), Art. « Kampuchea », p. 1730.